# Actieve Amerikaanse divisies in Normandië
Dit is een overzicht van Actieve Amerikaanse divisies in Normandië van 6 juni 1944 tot 24 juli 1944.
- 1st Infantry Division
- 2nd Infantry Division
- 4th Infantry Division
- 5th Infantry Division
- 8th Infantry Division
- 9th Infantry Division
- 28th Infantry Division
- 29th Infantry Division
- 30th Infantry Division
- 35th Infantry Division
- 79th Infantry Division
- 83rd Infantry Division
- 90th Infantry Division
- 2nd Armoured Division
- 3rd Armoured Division
- 4th Armoured Division
- 6th Armoured Division
- 82nd Airborne Division
- 101st Airborne Division